# Ceanothus velutinus
Ceanothus velutinus är en brakvedsväxtart som beskrevs av David Douglas. Ceanothus velutinus ingår i släktet Ceanothus och familjen brakvedsväxter. Utöver nominatformen finns också underarten C. v. laevigatus.

## Bildgalleri

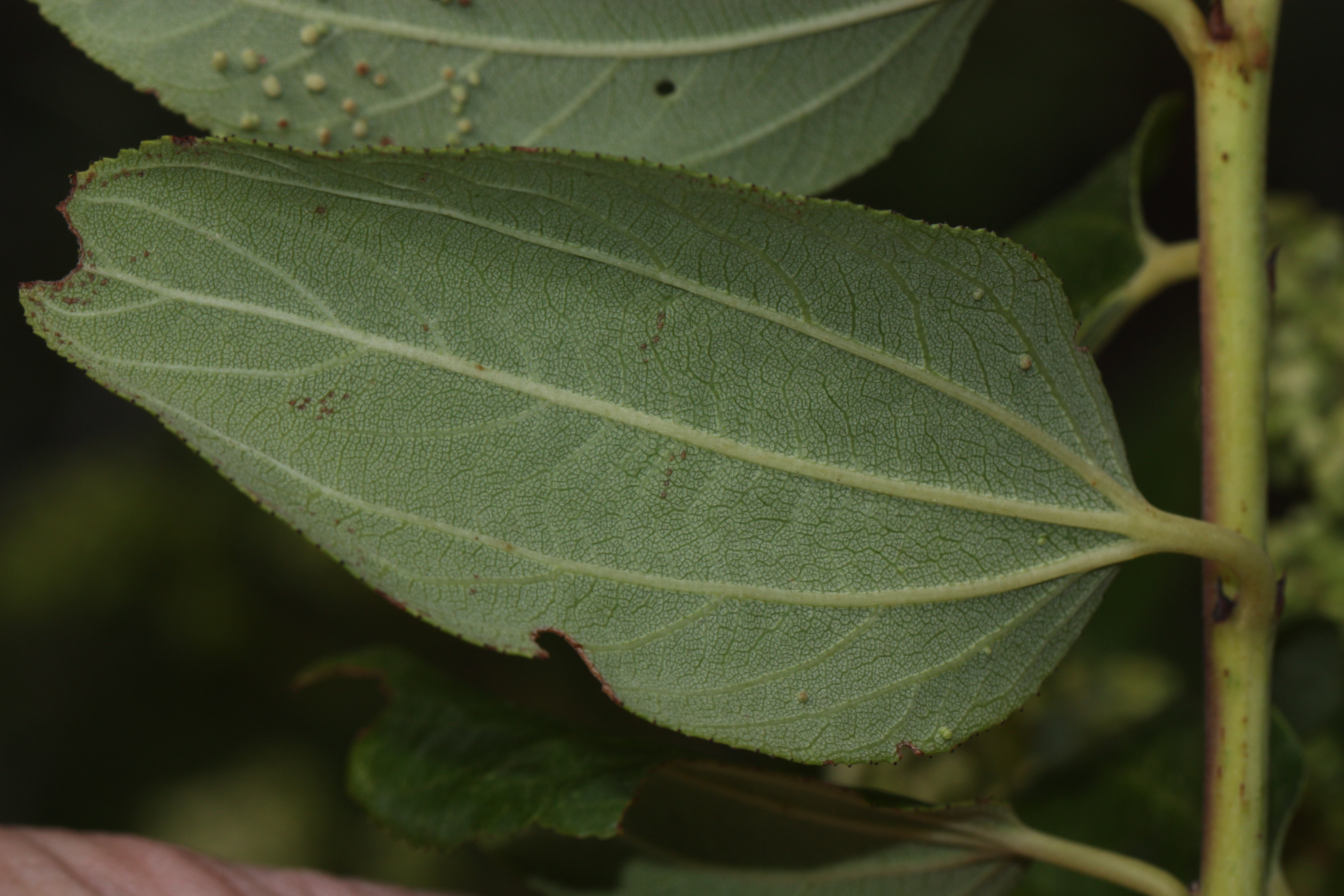
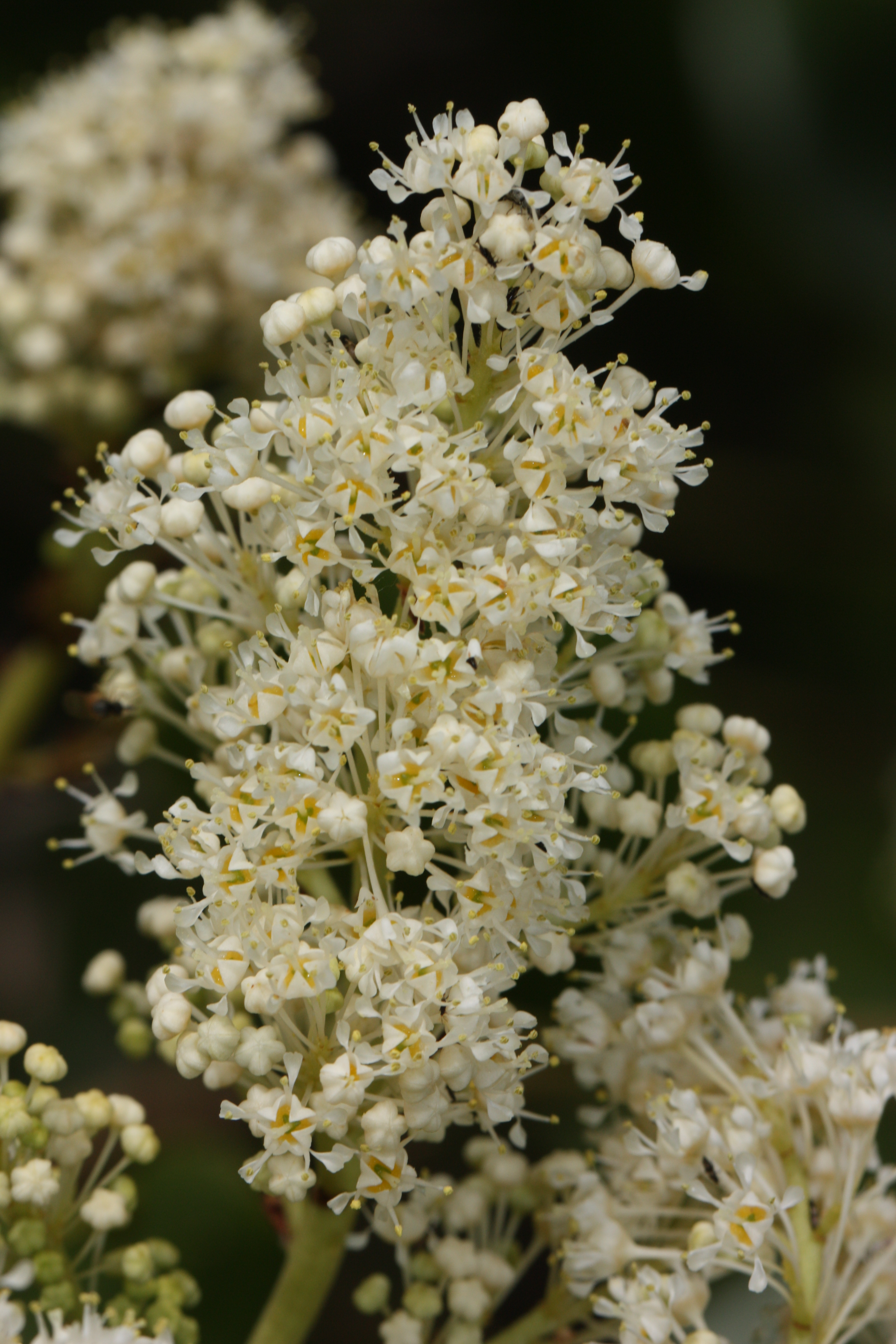
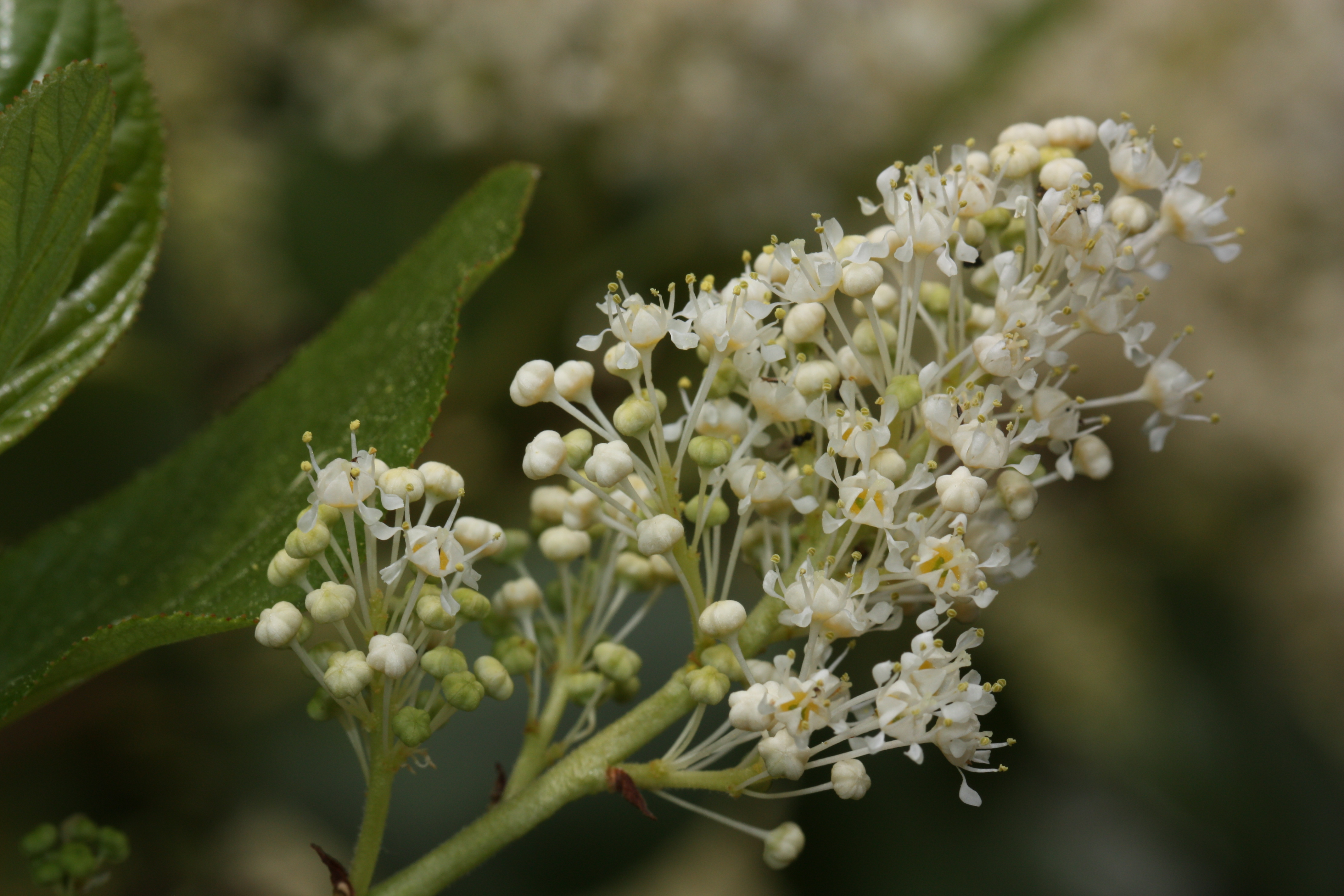
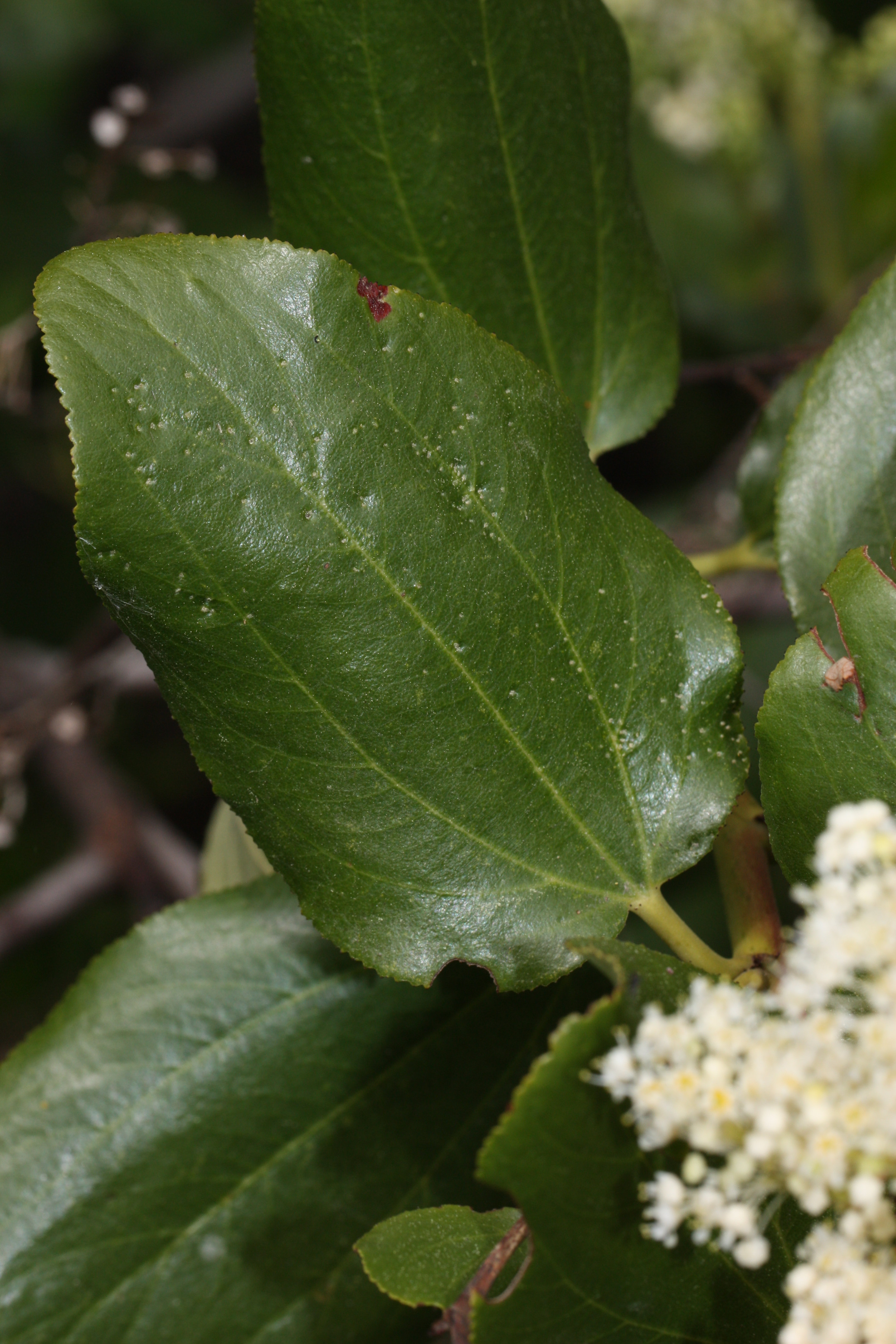
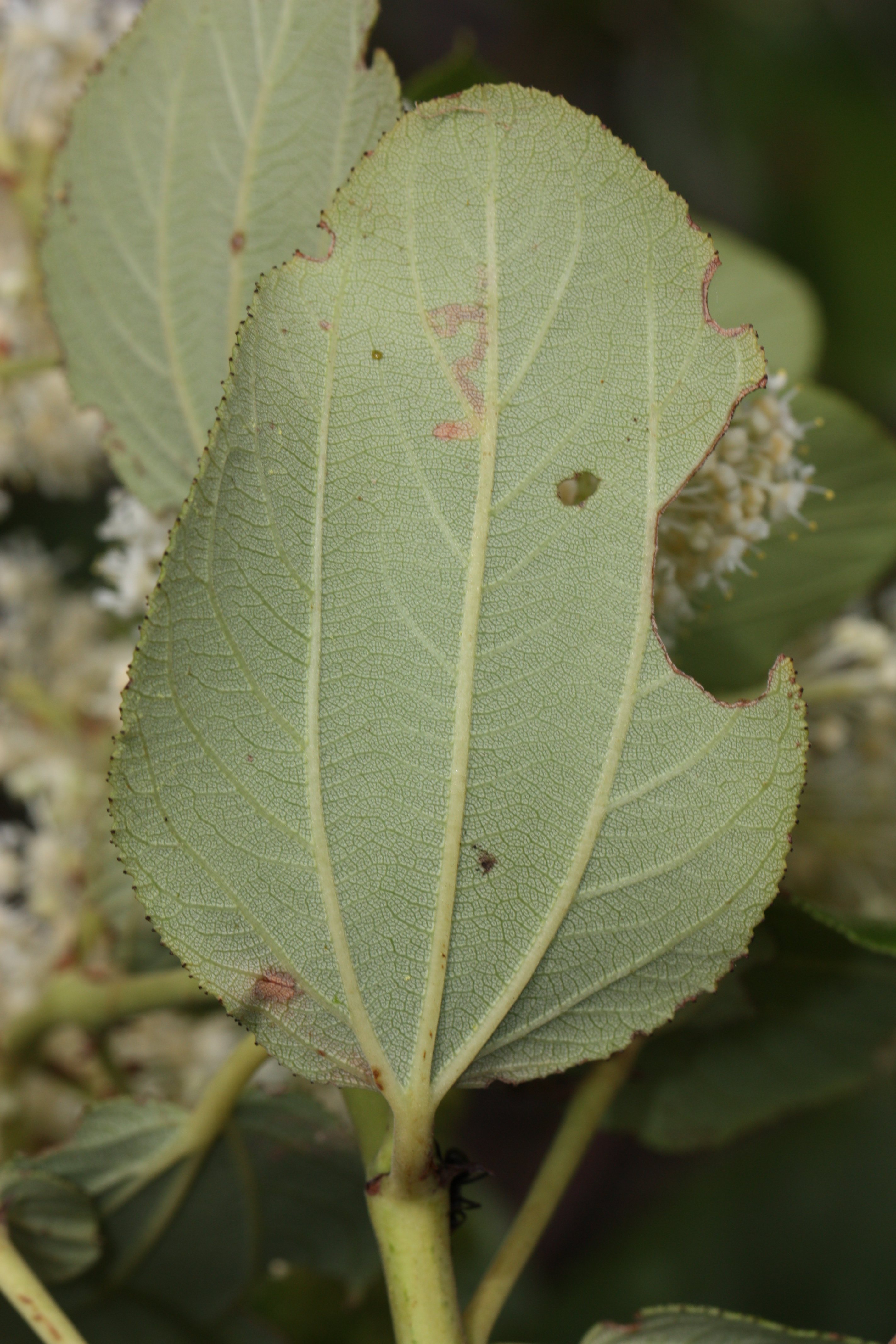
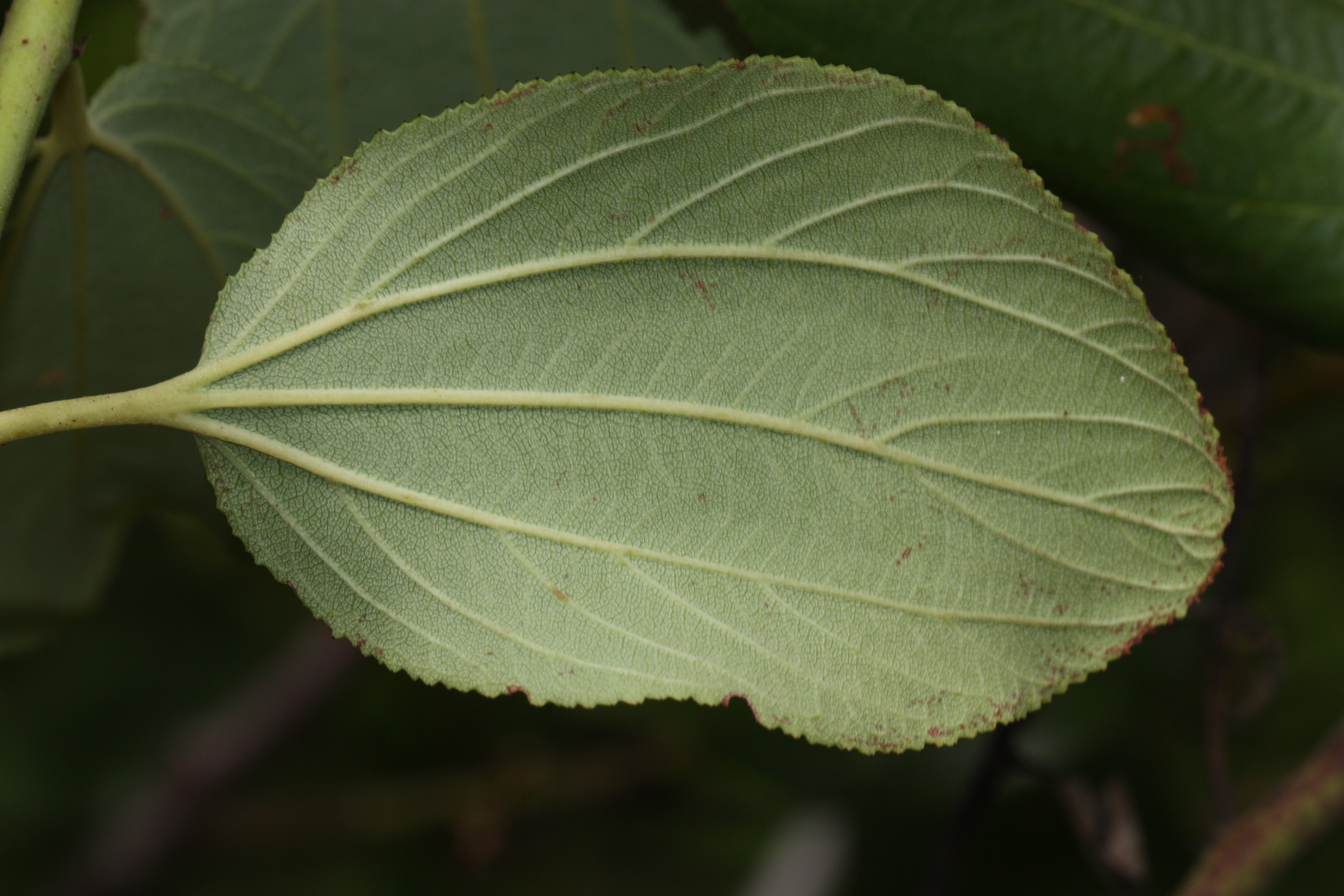